# Ten Dijke
Ten Dijke is een voormalig waterschap in de provincie Groningen.
Het schap werd opgericht om de zeedijk (de huidige slaperdijk) ten noorden van Pieterburen te onderhouden. Toen in 1941 het waterschap de Slikken ten noorden van deze dijk op de kwelder een nieuwe polder inrichtte, waarmee de zeedijk een slaperdijk werd, werden Ten Dijke en de Slikken samengevoegd tot de Linthorst Homanpolder.
Waterstaatkundig gezien ligt het gebied sinds 1995 binnen dat van het waterschap Noorderzijlvest.

## Naam
Het schap was genoemd naar de borg Dijksterhuis dat ook wel het Huis Ten Dijke werd genoemd.